# Schnepfenhardter Mühle

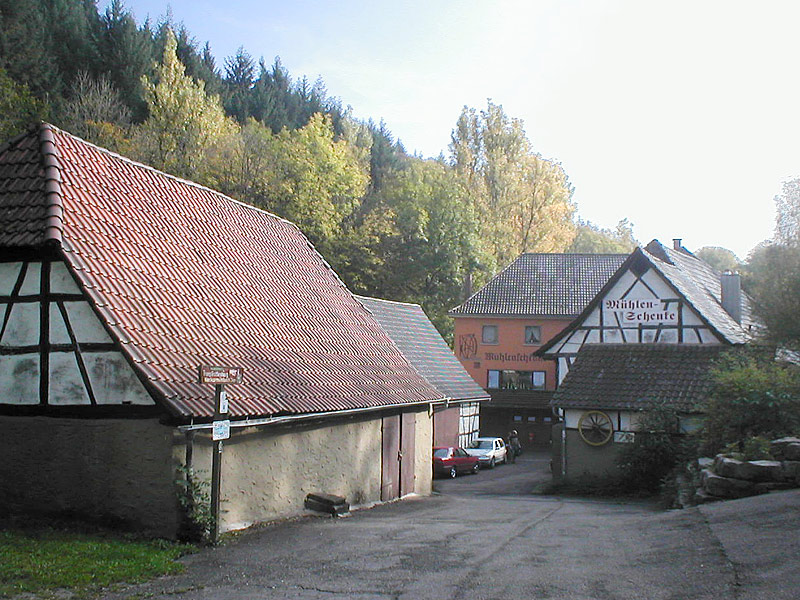
Schnepfenhardter Mühle

Die Schnepfenhardter Mühle ist eine ehemalige Mühle in Siegelsbach im Landkreis Heilbronn im nördlichen Baden-Württemberg. Sie ist eine der fünf historischen Mühlen des Fünfmühlentals.

## Lage
Die Mühle liegt östlich von Siegelsbach im tief ins Gelände am Hang zum Neckar eingeschnittenen Tal des Mühlbachs, an einem links vom Mühlbach abzweigenden etwa 180 Meter langen Mühlkanal. Oberhalb der Schnepfenhardter Mühle liegt die auf Gemarkung von Bad Rappenau die Sommersmühle, talabwärts folgt am Fuß des Tals und bereits auf Gemarkung von Neckarmühlbach die Maysacksche Mühle.

## Geschichte
Die Mühle wurde 1358 erstmals erwähnt, sie gehörte damals schon zu Siegelsbach und war im Besitz von Conrad von Helmstatt, der seinen Besitz an Engelhard von Hirschhorn verkaufte. Auch in einer Urkunde Pfalzgrafs Rudolf II. von 1380 und bei einer Erbteilung der Hirschhorner 1393 wird die „Mulin czu Schneppenhart“ erwähnt. 1544 kam die Mühle in den Besitz der Gemeinde Siegelsbach und wurde Bannmühle für die Einwohner des Orts. Ab dem 17. Jahrhundert wird die Mühle auch als Grundmühle bezeichnet, woher sich ihre heutige Adresse ableitet. Als Müller werden genannt: Bartholomäus Ziegler (1638), Christmann Dörfflinger (1645), Hans Oberthür (1655), Hans Ohilipp Oberthür (1677–1711), Johann Georg Seipp (1717), Heinrich Nischinger (1726) und Elias Springer (1727). Über die Hochzeit von Springers Tochter kam die Mühle an die Familie Groß, die sie über 100 Jahre betrieb. 1785 wurde ein Kellergebäude neu errichtet. 1842 erwarb Christoph Wagenbach die Mühle, nach ihm war sein Schwiegersohn Friedrich Sommer Müller. 1859 wurde das Mühlengebäude neu errichtet, 1861 kam eine Hanfreibe hinzu. 1890 erwarb der Direktor der Heilbronner Zuckerfabrik, Christian Seybold, die Mühle. Von ihm kam sie zunächst an den Schwiegersohn Christian Ruckwied und danach an den Enkel Hermann Ruckwied (1902–1955). Ab den 1930er Jahren hatte die Mühle vor allem Kunden unter den Schiffern aus Haßmersheim, die hier die Mehlvorräte für ihre langen Reisen mahlen ließen. 1957 wurde die Anlage durch Brand teilweise zerstört, woraufhin die Besitzerfamilie die Mühlenkonzession zurückgab und das Anwesen sukzessive zur Gastwirtschaft Mühlenschenke umbaute. Das Anwesen wurde seitdem mehrfach renoviert und erweitert.